# Cephalopholis hemistiktos
Cephalopholis hemistiktos là một loài cá biển thuộc chi Cephalopholis trong họ Cá mú. Loài này được mô tả lần đầu tiên vào năm 1830.

## Từ nguyên
Từ định danh được ghép bởi hai âm tiết trong tiếng Hy Lạp cổ đại: hēmi (ἡμι; "một nửa") và stiktós (στικτός; "lốm đốm"), hàm ý có lẽ là đề cập đến các chấm màu xanh óng tập trung nhiều ở vùng dưới đầu và thân dưới của loài cá này.

## Phạm vi phân bố và môi trường sống
C. hemistiktos có phân bố giới hạn ở vùng biển Tây Bắc Ấn Độ Dương, từ Biển Đỏ dọc theo bán đảo Ả Rập (trừ bờ biển đông nam) ngược lên vịnh Ba Tư ở phía bắc, qua phía đông đến Pakistan, giới hạn phía nam đến đảo Socotra (Yemen).
Kết quả phân tích di truyền cho thấy có sự khác biệt đáng kể trong kiểu gen giữa quần thể C. hemistiktos Biển Đỏ-vịnh Aden so với quần thể vịnh Oman-vịnh Ba Tư. Một rào cản ở biển Ả Rập đã ngăn cản sự phân tán cá bột khiến quần thể C. hemistiktos ở hai khu vực này đã bị cô lập trong hơn 800.000 năm.
Ở đảo Malta, một cá thể được Deidun và cộng sự (2011) xác định là Cephalopholis taeniops dựa vào một đoạn phim, với các đặc điểm nhận dạng là vây ngực có viền vàng ở rìa, chấm xanh chỉ giới hạn ở thân dưới và dưới đầu, và không có vệt xanh dưới mắt. Những đặc điểm này không hoàn toàn khớp với C. taeniops, mà phù hợp với C. hemistiktos. Evans và Schembri (2017) sau đó đã đính chính lại điều này, do đó đây là ghi nhận đầu tiên của C. hemistiktos ở Malta (nhiều khả năng là cá cảnh được thả ra biển).
C. hemistiktos sống trên các rạn san hô ở độ sâu đến ít nhất là 55 m.

## Mô tả
Nhìn chung, C. hemistiktos Biển Đỏ-Aden có kích thước nhỏ hơn so với C. hemistiktos Oman-Ba Tư (tổng chiều dài lớn nhất lần lượt là 24 cm và 46 cm).
Thân có màu đỏ hoặc nâu sẫm với nhiều chấm màu xanh óng khắp cơ thể và các vây (tập trung chủ yếu ở thân dưới và dưới đầu, đốm lớn hơn ở ngực). Vây đuôi và phần sau của vây lưng và vây hậu môn sẫm màu hơn thân. Vây ngực có màu vàng tươi ở rìa. Nhiều cá thể có thêm một vùng màu vàng nhạt ở vùng thân sau (ngay dưới vây lưng mềm) hoặc các vạch sọc đậm nhạt xen kẽ ở hai bên thân.
Số gai ở vây lưng: 9; Số tia vây ở vây lưng: 14–15; Số gai ở vây hậu môn: 3; Số tia vây ở vây hậu môn: 8–9; Số tia vây ở vây ngực: 16–19; Số vảy đường bên: 47–52.

## Sinh học
Thức ăn của C. hemistiktos gồm những loài cá nhỏ hơn và động vật giáp xác. C. hemistiktos sống một vợ một chồng, và mỗi cặp đôi cùng nhau bảo vệ một lãnh thổ chung rộng khoảng 62 m2.

## Thương mại
Ở khu vực Biển Đỏ, C. hemistiktos nhìn chung không phải loài được nhắm mục tiêu thương mại do kích thước nhỏ, ngược lại, ở vịnh Oman và Ba Tư, C. hemistiktos có kích thước lớn hơn và được nhắm mục tiêu trong nghề cá thương mại.